# 開福道寧
開福道寧（かいふく どうねい）は、宋で活動した臨済宗楊岐派の禅傑である。楊岐下4世。

## 生涯
徽州婺源県で誕生した。俗姓は汪氏。蔣山にて出家し、五祖法演の法を嗣いだ。大観3年（1109年）、潭州開福寺の19世となる。
政和3年11月7日（1113年12月16日）示寂。法嗣に月庵善果がおり、その法系からは法灯派の祖となる無門慧開が出た。